# Louise Vet
Louise Elisabeth Maria Vet (Haarlem, 9 januari 1954) is een Nederlandse bioloog en hoogleraar ecologie.
Naast haar wetenschappelijke loopbaan richt ze zich op de toename van het milieubewustzijn bij het grote publiek en de bevordering van milieuvriendelijke initiatieven.

## Studie en onderzoek
Vet studeerde biologie in Leiden, deed daarbij onder meer onderzoek in Meijendel en rondde deze studie af in 1978. Vervolgens verrichtte ze onderzoek aan de Universiteit van Californië en de Universiteit Leiden, waar ze in 1984 promoveerde op het proefschrift Comparative ecology of hymenopterous parasitoids over de ecologie en het gedrag van vliesvleugelige insecten. In 1997 werd ze hoogleraar aan de Wageningen UR en in 1999 directeur van het NIOO, een van de grootste instituten van de Koninklijke Nederlandse Akademie van Wetenschappen.
Haar onderzoek, zowel dat aan het NIOO als dat aan de Wageningse Universiteit, richt zich op de ecologie en evolutie van plant-insect-relaties, mede gericht op de vormgeving van duurzame landbouw-agro-ecosystemen die gebaseerd zijn op de preventie van ziekten en plagen.

## Betekenis
Haar maatschappelijke betrokkenheid komt tot uiting in publiekslezingen, haar inzet voor een circulaire economie en heel concreet haar grote betrokkenheid bij het ontwerp van het nieuwe NIOO-gebouw, dat het meest duurzame laboratorium- en kantorencomplex in Nederland werd.
Vet is in 2004 verkozen tot lid van de Koninklijke Nederland Akademie van Wetenschappen (KNAW). Ze won verschillende prijzen, waaronder de Britse Rank Prize for Nutrition (samen met Joop van Lenteren en Marcel Dicke) en de Gouden Piramide-staatsprijs voor excellent opdrachtgeverschap in de architectuur. In 2018 werd ze gekozen tot de winnaar van de Duurzame 100 van dagblad Trouw.